# سیخک‌درازان
سیخک‌درازان (نام علمی: Calcariidae) نام یک تیره از راسته گنجشک‌سانان است.

## سرده‌ها و گونه‌ها
- سیخک‌دراز

سیخک‌دراز لاپلند (Calcarius lapponicus)
سیخک‌دراز اسمیت (Calcarius pictus)
سیخک‌دراز طوق‌بلوطی (Calcarius ornatus)
- Plectrophenax

زردپره برفی (Plectrophenax nivalis)
زردپره مک‌کی (Plectrophenax hyperboreus)
- Rhynchophanes

سیخک‌دراز نوک‌کلفت (Rhynchophanes mccownii)